# Ситарија
Сиатрија (грч. Σιταριά) је насељено место у општини Пеонија у периферији Средишња Македонија, Грчка. Према попису из 2021. године било је 82 становника.
Ситарија је изграђена тридесетих година 20. века за грчке избеглице из Турске, које су дошле из Кавале. Налази се на месту где се налазило исушено Арџанско језеро. На попису из 1940. године Ситарија је имала 340 становника.